# Raggio covalente
In chimica il raggio covalente è definito come la metà della distanza tra i nuclei di due atomi identici uniti da un legame covalente singolo. Viene misurato comunemente in ångström (Å) o, preferibilmente, in picometri (pm). 
Questa definizione non si può applicare a tutti gli elementi: l'ossigeno, ad esempio, forma una molecola (O2) in cui i due atomi sono legati de un legame doppio; in questo caso si stima il raggio covalente analizzando molecole che contengono il gruppo -o-o- (come i perossidi).
In linea di principio, la somma di due raggi covalenti dovrebbe essere uguale alla lunghezza del legame che unirebbe i due atomi. Questa relazione non è esattamente valida poiché la dimensione di un atomo non è costante ma dipende dall'ambiente chimico in cui si trova. In particolare, i legami covalenti polari tendono a essere più corti rispetto a quelli prevedibili sulla base della somma dei raggi covalenti. I valori tabulati dei raggi covalenti sono una media o valori ideali, i quali tuttavia ben si applicano a certe differenti situazioni.
I raggi covalenti sono misurati facendo ricorso alla diffrazione dei raggi X (più raramente, alla diffrazione di neutroni su cristalli molecolari). La spettroscopia rotazionale è anche in grado di fornire valori estremamente accurati delle lunghezze di legame. Un metodo considera il raggio covalente come la metà della lunghezza del legame singolo nell'elemento chimico, per esempio la lunghezza del legame H-H nella molecola di idrogeno è di 74,14 pm e quindi il raggio covalente risulta essere 37,07 pm: in pratica, di solito si ottiene un valore medio da una varietà di composti covalenti, sebbene la differenza è solitamente piccola. Sanderson ha pubblicato un insieme di valori di raggi covalenti non polari per gli elementi dei gruppi principali, ma la disponibilità di una grande collezione di lunghezze di legame, che sono maggiormente trasferibili, dal Cambridge Structural Database ha reso i raggi covalenti obsoleti in molte situazioni.

## Tabella di raggi covalenti
I valori mostrati nella tabella su un'analisi statistica di più di 228.000 lunghezze di legame sperimentali dal Cambridge Structural Database. I numeri tra parentesi sono le deviazioni standard per l'ultima cifra.
Questi sono i raggi dei legami covalenti e sono la metà dei raggi atomici covalenti
calcolato in modo coerente.
la somma dei due raggi ci dà la lunghezza del collegamento,  R  (AB) =  r  (A) +  r  (B). Lo stesso, in modo autoconsistente, viene utilizzato per regolare i raggi covalenti tetraedrici.
| Z   | Symbolo        | r (Å)    | r1(Å) | r2(Å) | r3(Å) |
| --- | -------------- | -------- | ----- | ----- | ----- |
| 1   | H              | 0.31(5)  | 0.32  |       |       |
| 2   | He             | 0.28     | 0.46  |       |       |
| 3   | Li             | 1.34(7)  | 1.33  | 1.24  |       |
| 4   | Be             | 0.96(3)  | 1.02  | 0.90  | 0.85  |
| 5   | B              | 0.84(3)  | 0.85  | 0.78  | 0.73  |
| 6   | C (sp3)        | 0.6(1)   | 0.75  |       |       |
|     | C (sp2)        | 0.73(2)  |       | 0.67  |       |
|     | C (sp)         | 0.69(1)  |       |       | 0.60  |
| 7   | N              | 0.71(1)  | 0.71  | 0.60  | 0.54  |
| 8   | O              | 0.66(2)  | 0.63  | 0.57  | 0.53  |
| 9   | F              | 0.57(3)  | 0.64  | 0.59  | 0.53  |
| 10  | Ne             | 0.58     | 0.67  | 0.96  |       |
| 11  | Na             | 1.66(9)  | 1.55  | 1.60  |       |
| 12  | Mg             | 1.41(7)  | 1.39  | 1.32  | 1.27  |
| 13  | Al             | 1.21(4)  | 1.26  | 1.13  | 1.11  |
| 14  | Si             | 1.11(2)  | 1.16  | 1.07  | 1.02  |
| 15  | P              | 1.07(3)  | 1.11  | 1.02  | 0.94  |
| 16  | S              | 1.05(3)  | 1.03  | 0.94  | 0.95  |
| 17  | Cl             | 1.02(4)  | 0.99  | 0.95  | 0.93  |
| 18  | Ar             | 1.06(10) | 0.96  | 1.07  | 0.96  |
| 19  | K              | 2.03(12) | 1.96  | 1.93  |       |
| 20  | Ca             | 1.76(10) | 1.71  | 1.47  | 1.33  |
| 21  | Sc             | 1.70(7)  | 1.48  | 1.16  | 1.14  |
| 22  | Ti             | 1.60(8)  | 1.36  | 1.17  | 1.08  |
| 23  | V              | 1.53(8)  | 1.34  | 1.12  | 1.06  |
| 24  | Cr             | 1.39(5)  | 1.22  | 1.11  | 1.03  |
| 25  | Mn (low spin)  | 1.39(5)  |       |       |       |
|     | Mn (high spin) | 1.61(8)  |       |       |       |
|     | Mn             |          | 1.19  | 1.05  | 1.03  |
| 26  | Fe (low spin)  | 1.32(3)  |       |       |       |
|     | Fe (high spin) | 1.52(6)  |       |       |       |
|     | Fe             |          | 1.16  | 1.09  | 1.02  |
| 27  | Co (low spin)  | 1.26(3)  |       |       |       |
|     | Co (high spin) | 1.50(7)  |       |       |       |
|     | Co             |          | 1.11  | 1.03  | 0.96  |
| 28  | Ni             | 1.24(4)  | 1.10  | 1.01  | 1.01  |
| 29  | Cu             | 1.32(4)  | 1.12  | 1.15  | 1.20  |
| 30  | Zn             | 1.22(4)  | 1.18  | 1.20  |       |
| 31  | Ga             | 1.22(3)  | 1.24  | 1.17  | 1.21  |
| 32  | Ge             | 1.20(4)  | 1.21  | 1.11  | 1.14  |
| 33  | As             | 1.19(4)  | 1.21  | 1.14  | 1.06  |
| 34  | Se             | 1.20(4)  | 1.16  | 1.07  | 1.07  |
| 35  | Br             | 1.20(3)  | 1.14  | 1.09  | 1.10  |
| 36  | Kr             | 1.16(4)  | 1.17  | 1.21  | 1.08  |
| 37  | Rb             | 2.20(9)  | 2.1   | 2.02  |       |
| 38  | Sr             | 1.95(10) | 1.85  | 1.57  | 1.39  |
| 39  | Y              | 1.90(7)  | 1.63  | 1.3   | 1.24  |
| 40  | Zr             | 1.75(7)  | 1.54  | 1.27  | 1.21  |
| 41  | Nb             | 1.64(6)  | 1.47  | 1.25  | 1.16  |
| 42  | Mo             | 1.54(5)  | 1.38  | 1.21  | 1.13  |
| 43  | Tc             | 1.47(7)  | 1.28  | 1.2   | 1.1   |
| 44  | Ru             | 1.46(7)  | 1.25  | 1.14  | 1.03  |
| 45  | Rh             | 1.42(7)  | 1.25  | 1.1   | 1.06  |
| 46  | Pd             | 1.39(6)  | 1.2   | 1.17  | 1.12  |
| 47  | Ag             | 1.45(5)  | 1.28  | 1.39  | 1.37  |
| 48  | Cd             | 1.44(9)  | 1.36  | 1.44  |       |
| 49  | In             | 1.42(5)  | 1.42  | 1.36  | 1.46  |
| 50  | Sn             | 1.39(4)  | 1.4   | 1.3   | 1.32  |
| 51  | Sb             | 1.39(5)  | 1.4   | 1.33  | 1.27  |
| 52  | Te             | 1.38(4)  | 1.36  | 1.28  | 1.21  |
| 53  | I              | 1.39(3)  | 1.33  | 1.29  | 1.25  |
| 54  | Xe             | 1.40(9)  | 1.31  | 1.35  | 1.22  |
| 55  | Cs             | 2.44(11) | 2.32  | 2.09  |       |
| 56  | Ba             | 2.15(11) | 1.96  | 1.61  | 1.49  |
| 57  | La             | 2.07(8)  | 1.8   | 1.39  | 1.39  |
| 58  | Ce             | 2.04(9)  | 1.63  | 1.37  | 1.31  |
| 59  | Pr             | 2.03(7)  | 1.76  | 1.38  | 1.28  |
| 60  | Nd             | 2.01(6)  | 1.74  | 1.37  |       |
| 61  | Pm             | 1.99     | 1.73  | 1.35  |       |
| 62  | Sm             | 1.98(8)  | 1.72  | 1.34  |       |
| 63  | Eu             | 1.98(6)  | 1.68  | 1.34  |       |
| 64  | Gd             | 1.96(6)  | 1.69  | 1.35  | 1.32  |
| 65  | Tb             | 1.94(5)  | 1.68  | 1.35  |       |
| 66  | Dy             | 1.92(7)  | 1.67  | 1.33  |       |
| 67  | Ho             | 1.92(7)  | 1.66  | 1.33  |       |
| 68  | Er             | 1.89(6)  | 1.65  | 1.33  |       |
| 69  | Tm             | 1.90(10) | 1.64  | 1.31  |       |
| 70  | Yb             | 1.87(8)  | 1.7   | 1.29  |       |
| 71  | Lu             | 1.87(8)  | 1.62  | 1.31  | 1.31  |
| 72  | Hf             | 1.75(10) | 1.52  | 1.28  | 1.22  |
| 73  | Ta             | 1.70(8)  | 1.46  | 1.26  | 1.19  |
| 74  | W              | 1.62(7)  | 1.37  | 1.2   | 1.15  |
| 75  | Re             | 1.51(7)  | 1.31  | 1.19  | 1.1   |
| 76  | Os             | 1.44(4)  | 1.29  | 1.16  | 1.09  |
| 77  | Ir             | 1.41(6)  | 1.22  | 1.15  | 1.07  |
| 78  | Pt             | 1.36(5)  | 1.23  | 1.12  | 1.1   |
| 79  | Au             | 1.36(6)  | 1.24  | 1.21  | 1.23  |
| 80  | Hg             | 1.32(5)  | 1.33  | 1.42  |       |
| 81  | Tl             | 1.45(7)  | 1.44  | 1.42  | 1.5   |
| 82  | Pb             | 1.46(5)  | 1.44  | 1.35  | 1.37  |
| 83  | Bi             | 1.48(4)  | 1.51  | 1.41  | 1.35  |
| 84  | Po             | 1.40(4)  | 1.45  | 1.35  | 1.29  |
| 85  | At             | 1.50     | 1.47  | 1.38  | 1.38  |
| 86  | Rn             | 1.50     | 1.42  | 1.45  | 1.33  |
| 87  | Fr             | 2.60     | 2.23  | 2.18  |       |
| 88  | Ra             | 2.21(2)  | 2.01  | 1.73  | 1.59  |
| 89  | Ac             | 2.15     | 1.86  | 1.53  | 1.4   |
| 90  | Th             | 2.06(6)  | 1.75  | 1.43  | 1.36  |
| 91  | Pa             | 2.00     | 1.69  | 1.38  | 1.29  |
| 92  | U              | 1.96(7)  | 1.7   | 1.34  | 1.18  |
| 93  | Np             | 1.90(1)  | 1.71  | 1.36  | 1.16  |
| 94  | Pu             | 1.87(1)  | 1.72  | 1.35  |       |
| 95  | Am             | 1.80(6)  | 1.66  | 1.35  |       |
| 96  | Cm             | 1.69(3)  | 1.66  | 1.36  |       |
| 97  | Bk             |          | 1.66  | 1.39  |       |
| 98  | Cf             |          | 1.68  | 1.4   |       |
| 99  | Es             |          | 1.65  | 1.4   |       |
| 100 | Fm             |          | 1.67  |       |       |
| 101 | Md             |          | 1.73  | 1.39  |       |
| 102 | No             |          | 1.76  | 1.59  |       |
| 103 | Lr             |          | 1.61  | 1.41  |       |
| 104 | Rf             |          | 1.57  | 1.4   | 1.31  |
| 105 | Db             |          | 1.49  | 1.36  | 1.26  |
| 106 | Sg             |          | 1.43  | 1.28  | 1.21  |
| 107 | Bh             |          | 1.41  | 1.28  | 1.19  |
| 108 | Hs             |          | 1.34  | 1.25  | 1.18  |
| 109 | Mt             |          | 1.29  | 1.25  | 1.13  |
| 110 | Ds             |          | 1.28  | 1.16  | 1.12  |
| 111 | Rg             |          | 1.21  | 1.16  | 1.18  |
| 112 | Cn             |          | 1.22  | 1.37  | 1.3   |
| 113 | Nh             |          | 1.36  |       |       |
| 114 | Fl             |          | 1.43  |       |       |
| 115 | Mc             |          | 1.62  |       |       |
| 116 | Lv             |          | 1.75  |       |       |
| 117 | Ts             |          | 1.65  |       |       |
| 118 | Og             |          | 1.57  |       |       |